# Sede titolare di Acci
Acci (in latino Accitana) è una sede titolare della Chiesa cattolica.

## Storia
Acci, la romana Julia Gemella Acci, corrisponde all'attuale città di Guadix.
La diocesi di Acci deve la sua fondazione a san Torquato, uno dei sette Viri apostolici a cui si attribuisce l'evangelizzazione della Spagna nel I secolo.
I vescovi di Acci furono presenti ai Concili di Toledo e la successione apostolica si mantenne almeno fino a metà dell'VIII secolo, quando a causa dell'invasione araba se ne persero le tracce.
Nel XV secolo Acci, ancora in mano ai musulmani, divenne sede titolare, finché nel 1490 non fu eretta la diocesi di Guadix-Baza.
Dal 1969 Acci  è annoverata tra le sedi vescovili titolari della Chiesa cattolica; dal 25 giugno 2014 il vescovo titolare è Hryhorij Komar, amministratore apostolico dell'esarcato apostolico d'Italia.

## Cronotassi dei vescovi titolari

### Titolari di Guadix
- Nicola † (1401 - ?)
- Pietro † (1433 - ?)
- Ferdinando de Atienza, O.F.M. † (19 febbraio 1434 - ? deceduto)
- Pietro de Ocaña, O.F.M. † (24 febbraio 1472 - ? deceduto)

### Titolari di Acci
- Henryk Roman Gulbinowicz † (12 gennaio 1970 - 3 gennaio 1976 nominato arcivescovo di Breslavia)
- Joseph Phan Van Hòa † (30 marzo 1976 - 6 ottobre 1987 deceduto)
- Vilhelms Ņukšs † (23 novembre 1987 - 27 febbraio 1993 deceduto)
- Heinrich Fasching † (24 maggio 1993 - 1º giugno 2014 deceduto)
- Hryhorij Komar, dal 25 giugno 2014